# 怀九河
40°21′48″N 116°27′07″E / 40.3634697°N 116.4520328°E
怀九河是北京地区怀柔县的一条河流，注入怀柔水库。
发源自怀柔县黄花城乡，分黄花城东沟和西沟两支，在黄花城南东宫汇合形成干流。流经九渡河、四渡河，在前辛庄汇入怀柔水库。全长68.9公里，流域面积347.2平方公里。